# Trinta-réis-escuro

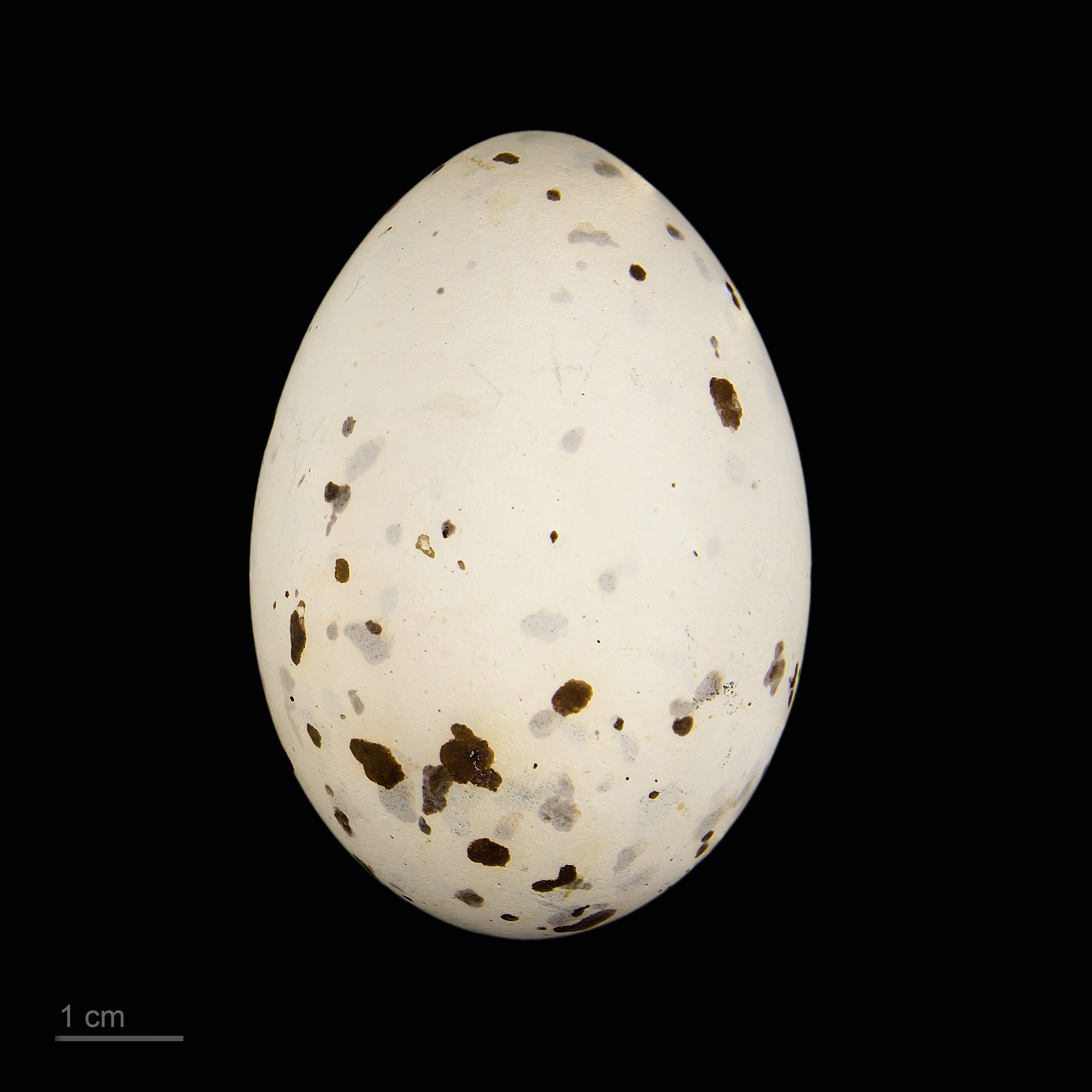
Anous stolidus - MHNT

O trinta-réis-escuro (no Brasil) ou andorinha-do-mar-preta (em Portugal), nodi-castanho ou tinhosa-escura
, de nome científico Anous stolidus, é uma ave charadriiformes da família dos larídeos, anteriormente classificada na família Sternidae, recorrente nas ilhas tropicais e subtropicais de todos os oceanos.
Tais aves medem cerca de 45 cm de comprimento, com plumagem cor de fuligem escura, capuz cinzento e fronte branca. Também são conhecidas pelos nomes de benedito, andorinha-preta-do-mar e tinhosa-grande.
É uma ave colonial e nidifica em lugares elevados em ravinas ou então em pequenas árvores ou arbustos. Só raramente nidifica no solo. A fêmea produz apenas um ovo em cada época de reprodução.
O nome trinta-réis será onomatopaico da sua voz, de acordo com alguns autores.

## Subespécies
São reconhecidas cinco subespécies:
- Anous stolidus stolidus (Linnaeus, 1758) - ocorre no Caribe e na região costeira do Brasil, nas ilhas do Atlântico Sul, incluindo o arquipélago de Fernando de Noronha; ocorre também do Golfo da Guiné até Camarões.
- Anous stolidus pileatus (Scopoli, 1786) - ocorre das Ilhas Seychelles e de Madagascar até a Austrália, Polinésia, Ilha de Páscoa, e no arquipélago do Havaí.
- Anous stolidus pumbligularis (Scopoli, 1786) - ocorre no sul do Mar Vermelho e no Golfo de Aden.
- Anous stolidus ridgwayi (Anthony, 1898) - ocorre das Ilhas do oeste do México até as ilhas do oeste da América Central, incluindo a Ilha Cocos.
- Anous stolidus galapagensis (Sharpe, 1879) - ocorre nas Ilhas Galápagos.